# Harig knopkruid
Harig knopkruid (Galinsoga quadriradiata, synoniem: Galinsoga ciliata) is een plant uit de composietenfamilie (Asteraceae). De soort behoort met het ook in Nederland en Vlaanderen voorkomend kaal knopkruid (Galinsoga parviflora) tot de knopkruiden (Galinsoga). Harig knopkruid komt van oorsprong voor in Midden- en Zuid-Amerika. Nu komt de soort voor in heel Europa. De soort is een allotetraploïd met 32 chromosomen (2n = 4x = 32).
De plant wordt 15-45 cm hoog en heeft kruisgewijs geplaatste bladeren. De donkergroene bladeren zijn, vooral aan de onderkant, bezet met lange haren. De zijtakken van de stengel hebben dicht afstaande, witte haartjes, terwijl kaal knopkruid geen of weinig aangedrukte haartjes heeft. Harig knopkruid bloeit van juni tot de herfst met 5 mm grote, kegelvormige bloemhoofdjes, die bestaan uit gele buisbloempjes en (meestal) vijf witte, driepuntige lintbloempjes. Het aantal witte lintbloempjes kan variëren van geheel afwezig tot zes. De stroschubben zijn ongedeeld en het schubvormige pappus van een gedeelte van de buisbloemen is genaald dit in tegenstelling tot kaal knopkruid.
De vrucht is een 0,5 - 1,5 mm lange, behaarde splitvrucht met een 1,2 - 1,6 mm lange pappus. De splitvrucht bestaat uit twee nootjes.

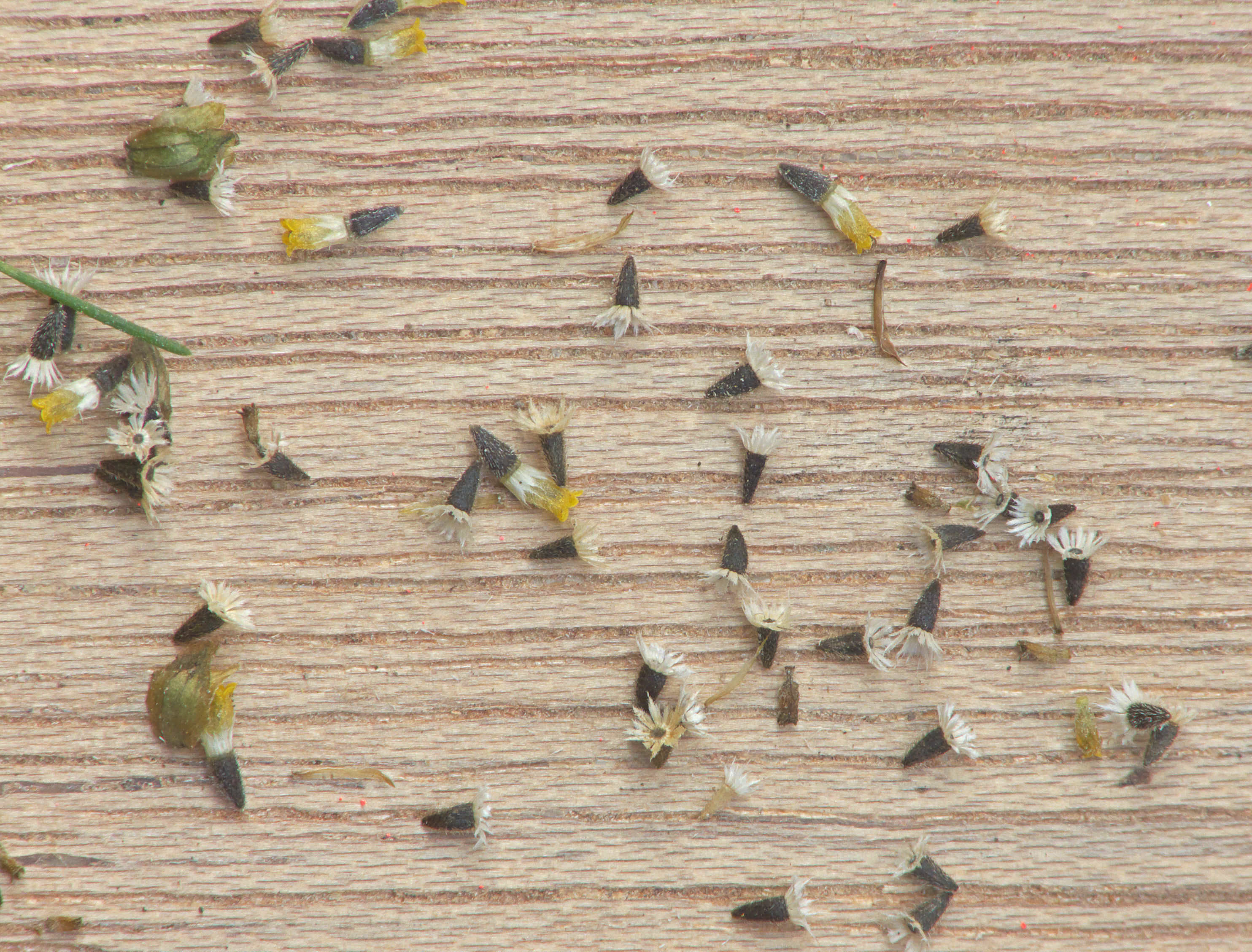
Vruchten

Harig knopkruid komt voor op open zandgrond en wordt beschouwd als een onkruid in moestuinen en akkerland.

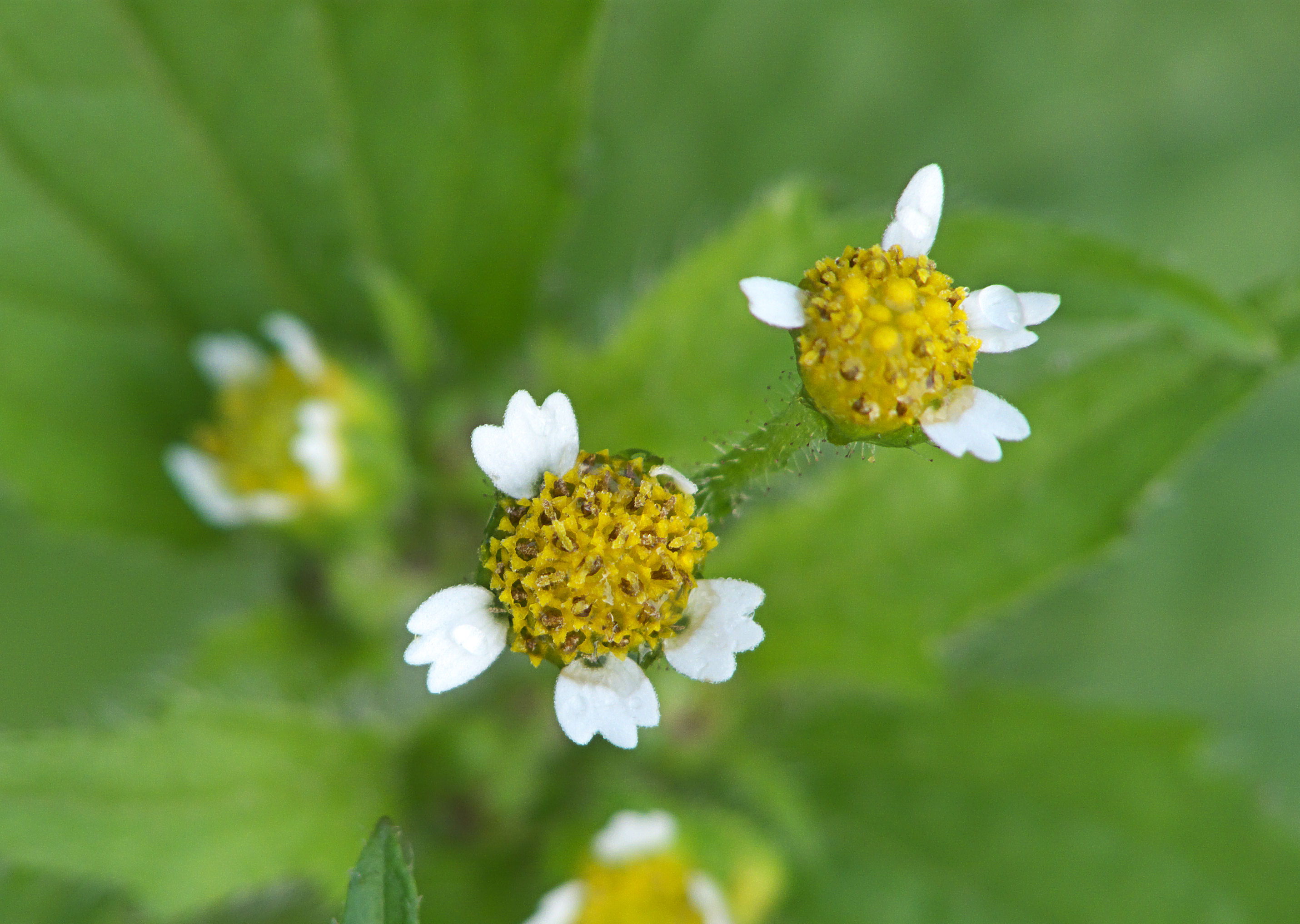
bloemhoofdjes